# Barbara Fedyszak-Radziejowska
Barbara Ewa Fedyszak-Radziejowska (ur. 11 października 1949 w Chorzowie) – polska socjolożka i etnografka, była przewodnicząca Kolegium IPN, w latach 2015–2025 doradca prezydenta RP Andrzeja Dudy.

## Życiorys
W 1972 ukończyła etnografię na Wydziale Historycznym Uniwersytetu Warszawskiego, a w 1993 uzyskała w Instytucie Filozofii i Socjologii PAN stopień doktora nauk humanistycznych w zakresie socjologii. Pracowała w Instytucie Rozwoju Wsi i Rolnictwa PAN oraz na Wydziale Administracji i Nauk Społecznych Politechniki Warszawskiej.
Specjalizuje się w zakresie socjologii wsi i rolnictwa. Publikuje w tygodniku „Gość Niedzielny”, dwumiesięczniku „Arcana”, dzienniku „Rzeczpospolita”, kwartalniku „Nowe Państwo", „Gazecie Polskiej Codziennie” i „Naszym Dzienniku”.
We wrześniu 1980 wstąpiła do NSZZ „Solidarność”. W latach 1982–1988 kierowała pracami zespołu doradców RKW Mazowsze, prowadzących w oparciu o sieć ankieterów analizy stanu nastrojów środowisk społecznych działających w niejawnych strukturach „Solidarności”. Publikowała w podziemnym piśmie „Arka”.
W 2005 była w honorowym komitecie poparcia Lecha Kaczyńskiego w wyborach prezydenckich. W latach 2007–2011 z ramienia Prezydenta RP zasiadała w Kolegium Instytutu Pamięci Narodowej, od 2010 pełniła funkcję przewodniczącej tej instytucji. W 2011 została wiceprezesem i koordynatorką rady programowej Ruchu Społecznego im. Prezydenta Lecha Kaczyńskiego. W 2014 została członkinią rady programowej partii Prawo i Sprawiedliwość.
We wrześniu 2015 została doradcą prezydenta RP Andrzeja Dudy, a w następnym miesiącu członkinią Narodowej Rady Rozwoju powołanej przez prezydenta. W sierpniu 2025 zakończyła pełnienie funkcji doradcy prezydenta RP.

## Odznaczenia i wyróżnienia
- Krzyż Oficerski Orderu Odrodzenia Polski (za wybitne zasługi w działalności na rzecz przemian demokratycznych w Polsce, za osiągnięcia w podejmowanej z pożytkiem dla kraju pracy zawodowej i społecznej, 2009)[5]
- Krzyż Wolności i Solidarności (2018)[6]
- Srebrny Krzyż Zasługi (za wzorowe, wyjątkowo sumienne wykonywanie obowiązków wynikających z pracy zawodowej, za zasługi w pracy naukowej, 2001)[7]
- Nagroda im. ks. bp. Romana Andrzejewskiego (za 2010)[8]
- Medal XX-lecia „Solidarności” Politechniki Warszawskiej[9]